# North Fork Shoshone River
Der North Fork Shoshone River ist der etwa 103 km lange, linke Quellfluss des Shoshone River im Nordwesten des US-Bundesstaates Wyoming.

## Verlauf
Der North Fork Shoshone River entspringt an der Westflanke des Stinkingwater Peak im Hochgebirge der Absaroka Range auf einer Höhe von etwa 3340 m, etwa 55 km nordwestlich von Cody und wenige Kilometer östlich des Yellowstone-Nationalparks. Von dort fließt er zunächst in südwestliche Richtung durch die North Absaroka Wilderness des Shoshone National Forest im Park County und erhält einige Nebenflüsse aus den Seitentälern der Absaroka Range. Ab Pahaska Tepee folgt der hier als North Fork Highway verlaufende U.S. Highway 14 im Verlauf von Cody bis zum East Entrance des Yellowstone-Nationalparks dem Fluss nach Osten. Der North Fork Shoshone River fließt im weiteren Verlauf durch mehrere Schluchten durch die Gebirgskette nach Osten und entwässert dabei große Teile der zentralen Absaroka Range. Bei der Ortschaft Wapiti verlässt der Fluss den Shoshone National Forest und mündet auf einer Höhe von 1640 m in das Buffalo Bill Reservoir, in dem er mit dem South Fork Shoshone River zum Shoshone River zusammenfließt.

## Hydrologie
Der North Fork Shoshone River ist als Quellfluss des Shoshone Rivers Teil des Einzugsgebietes des Bighorn Rivers, der über Yellowstone River, Missouri und Mississippi in den Golf von Mexiko entwässert. Das Einzugsgebiet des North Fork Shoshone River umfasst ein Areal von etwa 2200 km² und grenzt an die Einzugsgebiete von Sunlight Creek und Pat O’Hara Creek im Norden, Lamar River im Nordwesten, Yellowstone River im Westen und Südwesten sowie South Fork Shoshone River im Süden. Der mittlere Abfluss am Pegel in Wapiti beträgt 23,6 m³/s, die größten Abflüsse finden sich in den Monaten Mai, Juni und Juli. Der North Fork Shoshone River weist ein von der Schneeschmelze beeinflusstes, nivales Abflussregime auf.

## Geschichte
Der North Fork Shoshone River und seine Nebenflüsse werden seit Jahrhunderten zur Wasserversorgung, Bewässerung oder Fischerei genutzt. In der Mummy Cave, einer durch den Fluss geschaffenen Felsnische, wurden archäologische Beweise für die frühe Besiedelung in der Region gefunden. Fischschuppen, Fischgräten und Netze deuten darauf hin, dass allein die Fischerei am North Fork Shoshone River mehr als 1.000 Jahre zurückreicht.
Im Jahr 1901 gründete Buffalo Bill eine Lodge an der Mündung des Middle Creek in den North Fork Shoshone River, etwa drei Meilen östlich des Osteingangs des Yellowstone-Nationalparks. Er nannte die Lodge Pahaska Tepee, Sioux für langes Haar. 1903 wurde zudem mit der Wapiti Ranger Station die erste Ranger-Station der Vereinigten Staaten am North Fork Shoshone River errichtet, fünf Jahre später wurde mit dem Shoshone National Forest der erste Nationalforst gegründet.

## Erholung
Der Flussabschnitt des North Fork Shoshone River zwischen dem Buffalo Bill Reservoir und Pahaska Tepee wird zum Angeln und Raften genutzt. Im Fluss ist unter anderem die Yellowstone-Cutthroat-Forelle heimisch. Das Gebiet entlang des Flusses wird vom Bureau of Land Management unterhalten. Der U.S. Highway 14/16/20 im Verlauf von Cody entlang des Flusses nach Westen gilt als eine der beliebtesten Zufahrtsrouten zum Yellowstone-Nationalpark. US-Präsident Roosevelt bezeichnete die Strecke als „die landschaftlich schönsten 52 Meilen Amerikas“.

## Galerie

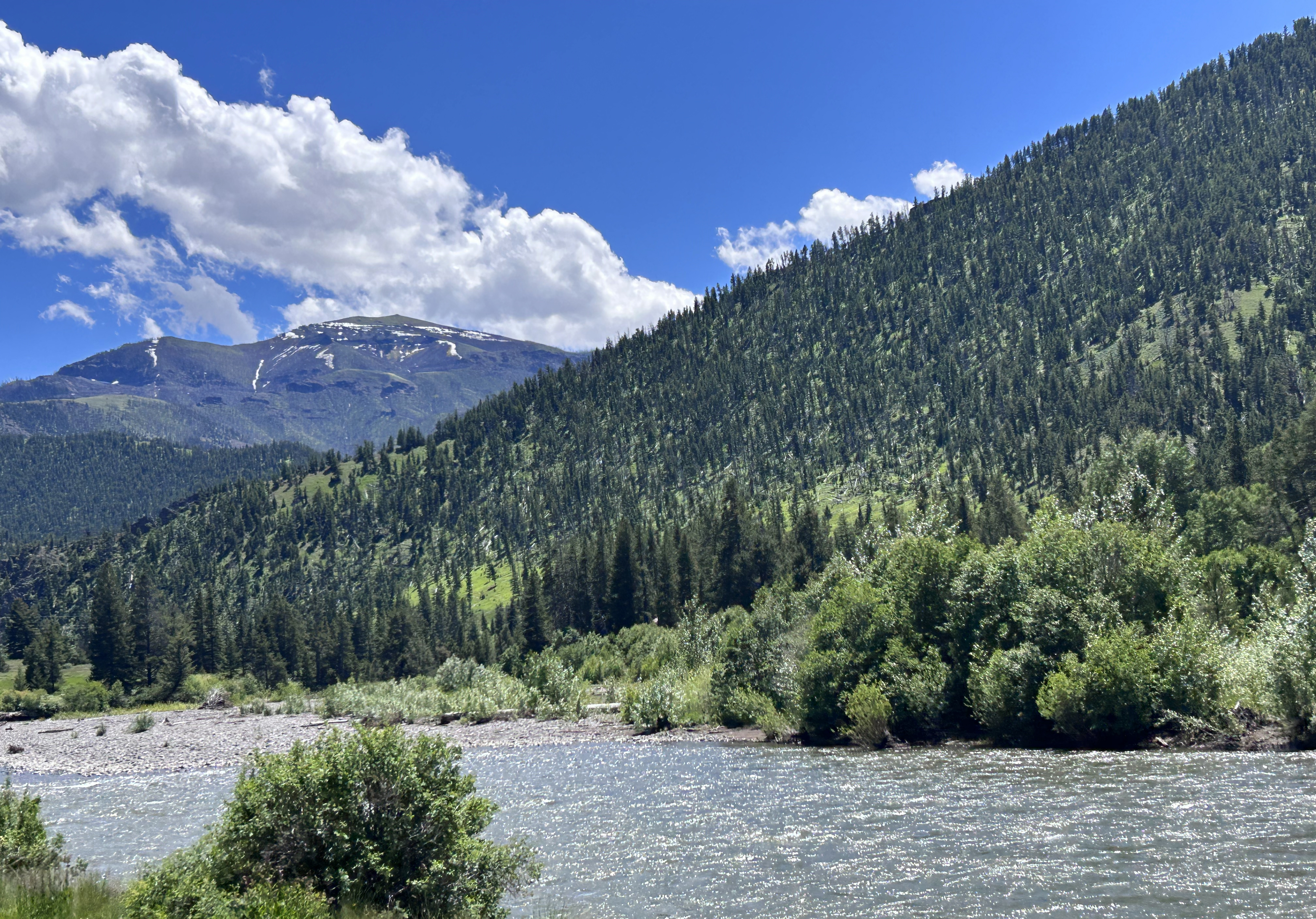
North Fork Shoshone River
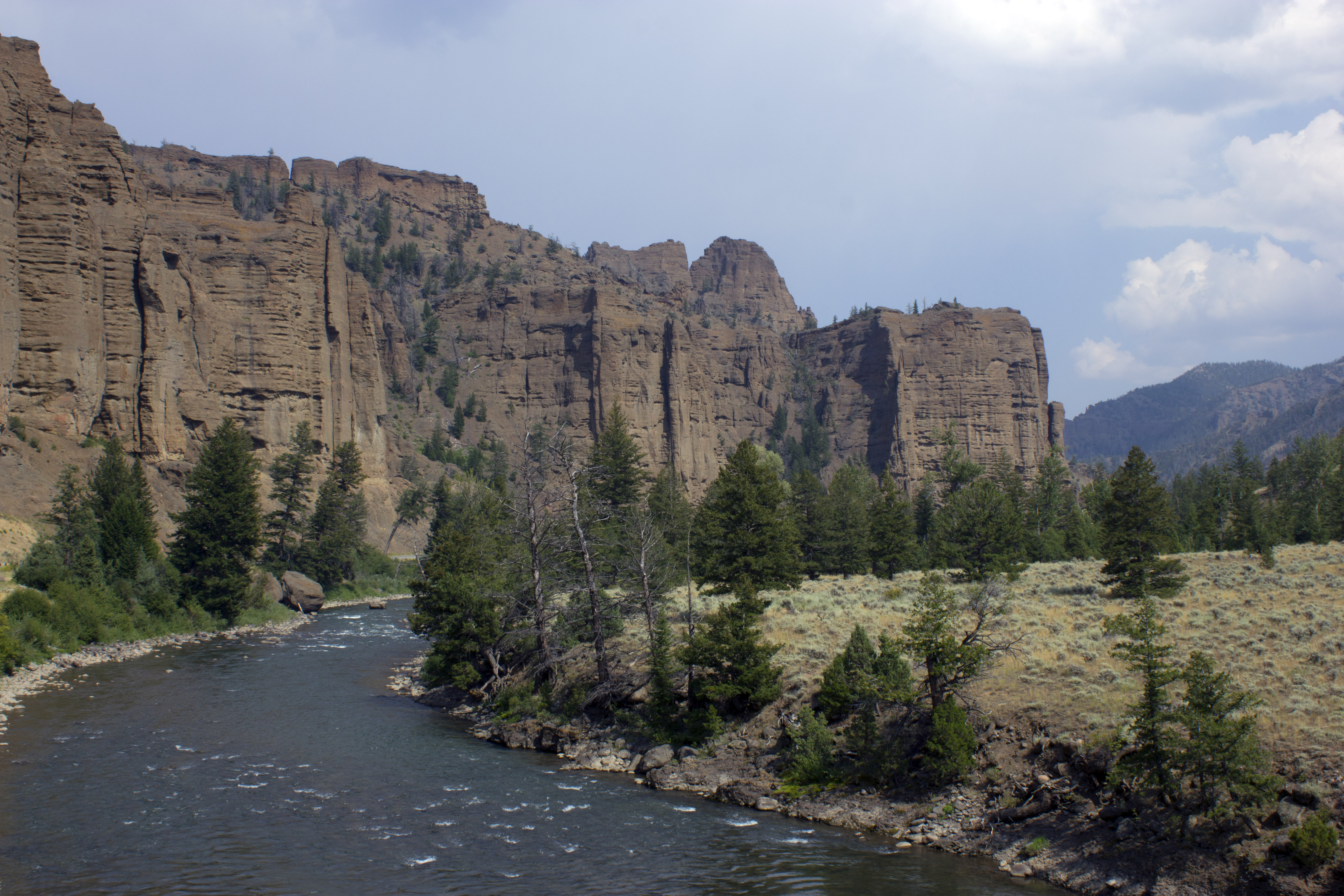
North Fork unweit des Clearwater Campground
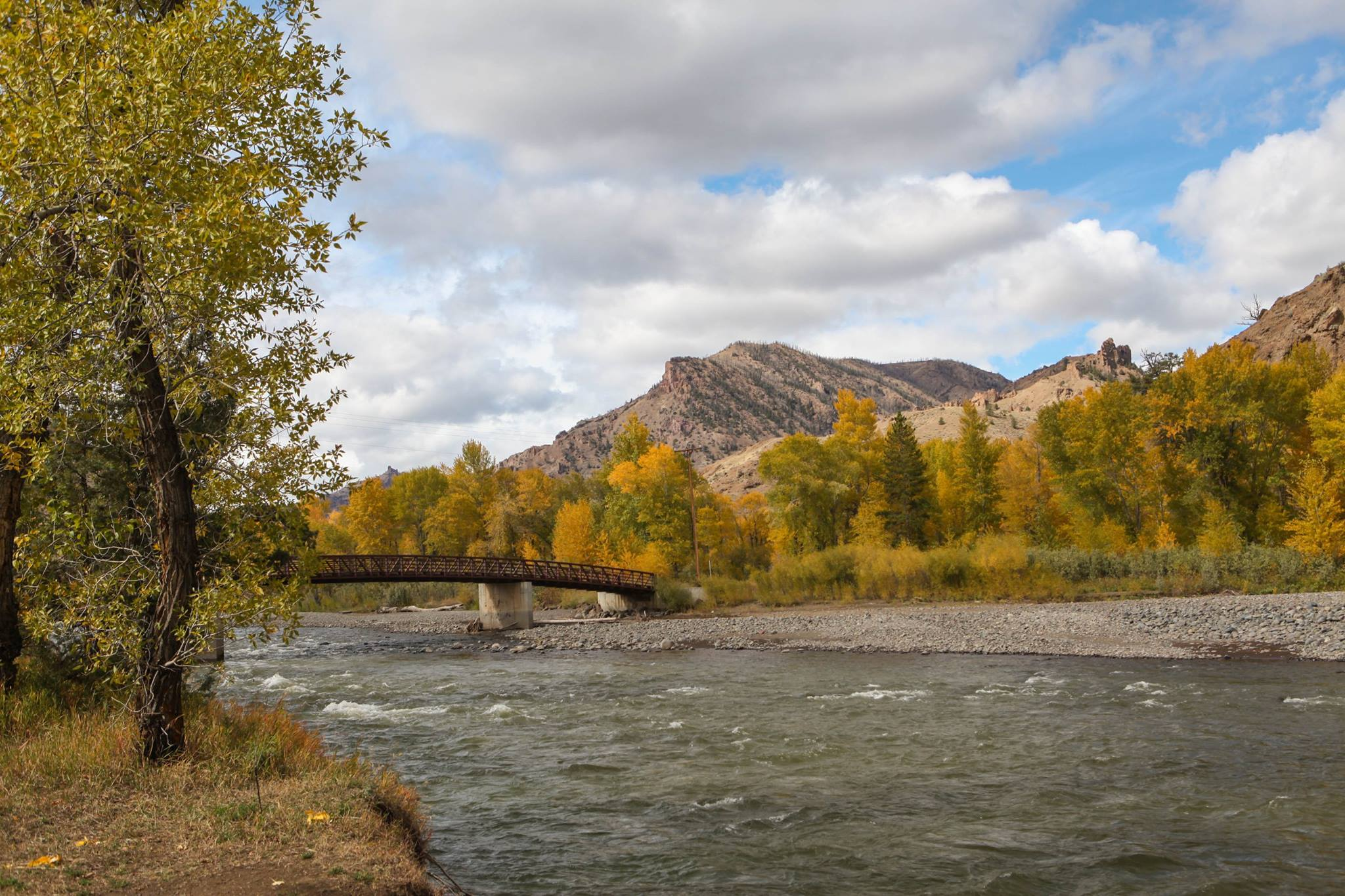
Der Fluss im Wapiti Ranger District des Shoshone NF
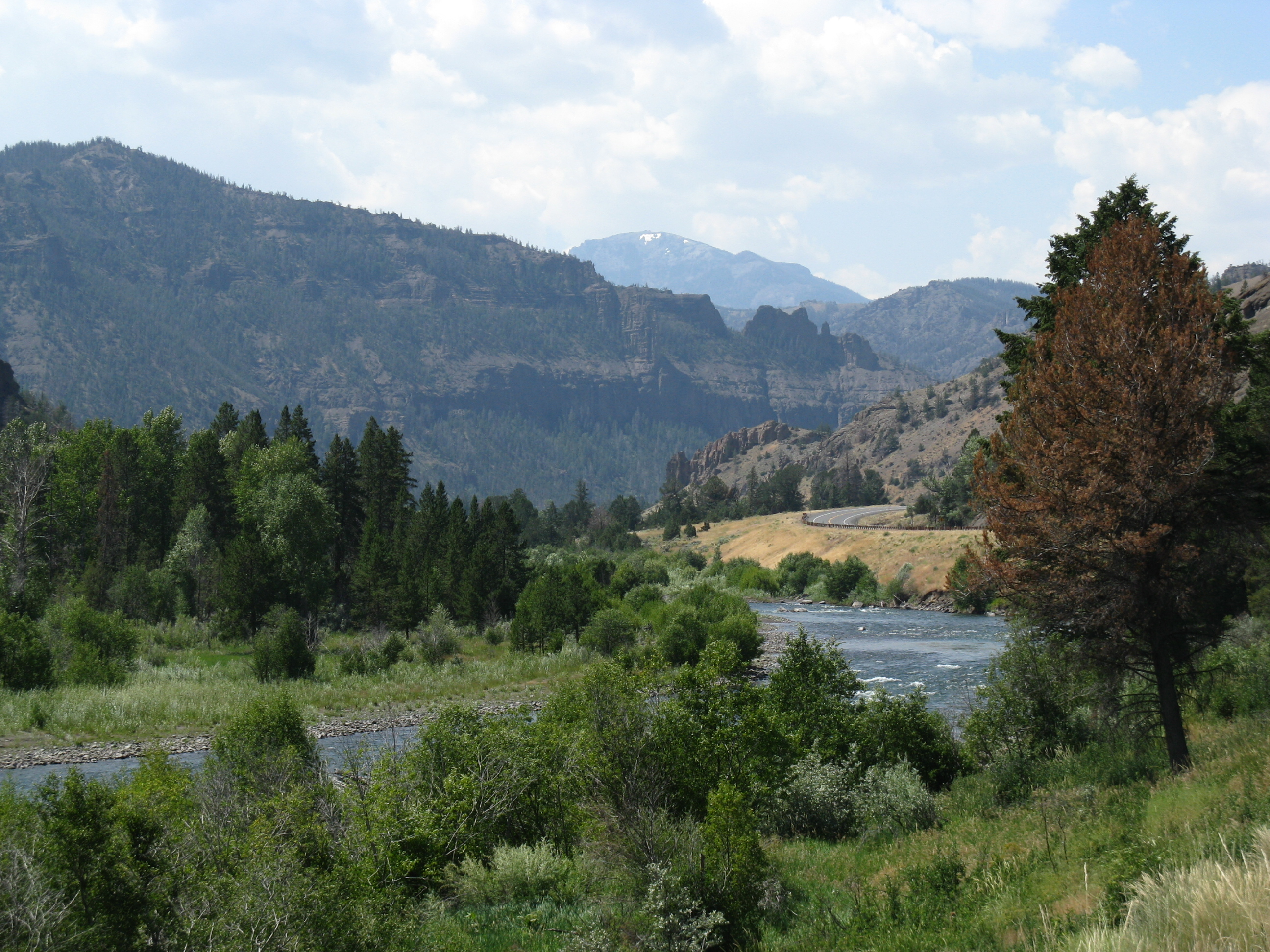
In den Absaroka Mountains

## Belege
1. 1 2 3 4 5  North Fork Shoshone River. In: Geographic Names Information System. United States Geological Survey, United States Department of the Interior (englisch).
2. ↑  USGS 06280000 NORTH FORK SHOSHONE RIVER NEAR WAPITI, WY. Abgerufen am 14. Oktober 2024.
3. 1 2  The North Fork Shoshone River StoryMap. In: Shoshone National Forest. United States Forest Service, abgerufen am 14. Oktober 2024 (englisch).
4. 1 2 3  Big Horn Basin Map | About Us | Northwest College. Abgerufen am 14. Oktober 2024 (englisch).
5. ↑  N.F. Shoshone | Bureau of Land Management. Abgerufen am 14. Oktober 2024 (englisch).